# هتل آزادگان (کرمانشاه)
هتل آزادگان یک هتل چهار ستاره است که در شهر کرمانشاه در ایران قرار دارد. این هتل در بلوار وحدت واقع در شهرک تعاون کرمانشاه قرار دارد. هتل آزادگان دارای سه طبقه و زیر زمین است ساخت آن طی سال‌های ۱۳۶۹ تا ۱۳۷۷ انجام شده و در سال ۱۳۷۷ افتتاح شده‌است. معمار و طراح این هتل عزیزالله بهرامی بوده‌است.

## تاریخچه
عملیات ساخت هتل آزادگان در سال ۱۳۶۹ توسط کارفرمای خصوصی آغاز شد و تا سال ۱۳۷۷ ادامه پیدا کرد. هتل در سال ۱۳۷۷ با حضور محمدحسین مقیمی استاندار وقت کرمانشاه و عطاءالله مهاجرانی وزیر وقت فرهنگ و ارشاد اسلامی جمهوری اسلامی ایران افتتاح شد. به دلیل آغاز عملیات آن در سال ۱۳۶۹ و همزمانی آن با تبادل اسیران بین ایران و عراق و بازگشت اسیران ایرانی، کارفرما نام «آزادگان» را برای آن انتخاب کرد. هتل آزادگان همزمان با هتل راه کربلا افتتاح شد و در زمان گشایش نخستین هتل چهار ستارۀ کرمانشاه و بزرگ‌ترین هتل در غرب ایران به شمار می‌آمد.
به گفتۀ فریدون وطن‌پناه مالک هتل آزادگان، جلال طالبانی رئیس جمهور سابق عراق و رهبر اتحادیه میهنی کردستان در سال‌های ریاست جمهوری خود و حتی پس از آن همراه با وزرا و از آن جمله فؤاد معصوم در سفرهایش به کرمانشاه، در یکی از اتاق‌های ویژۀ هتل آزادگان اقامت می‌کرده‌است.

## امکانات
هتل آزادگان دارای ۱۲۰ اتاق و ۲۴۰ تخت است. این هتل همچنین ۲ رستوران و ۳ سالن سمینار و همچنین کافی‌شاپ، پارکینگ، حیاط و فضای سبز است.